# Stefan Tvrtko Ier de Bosnie

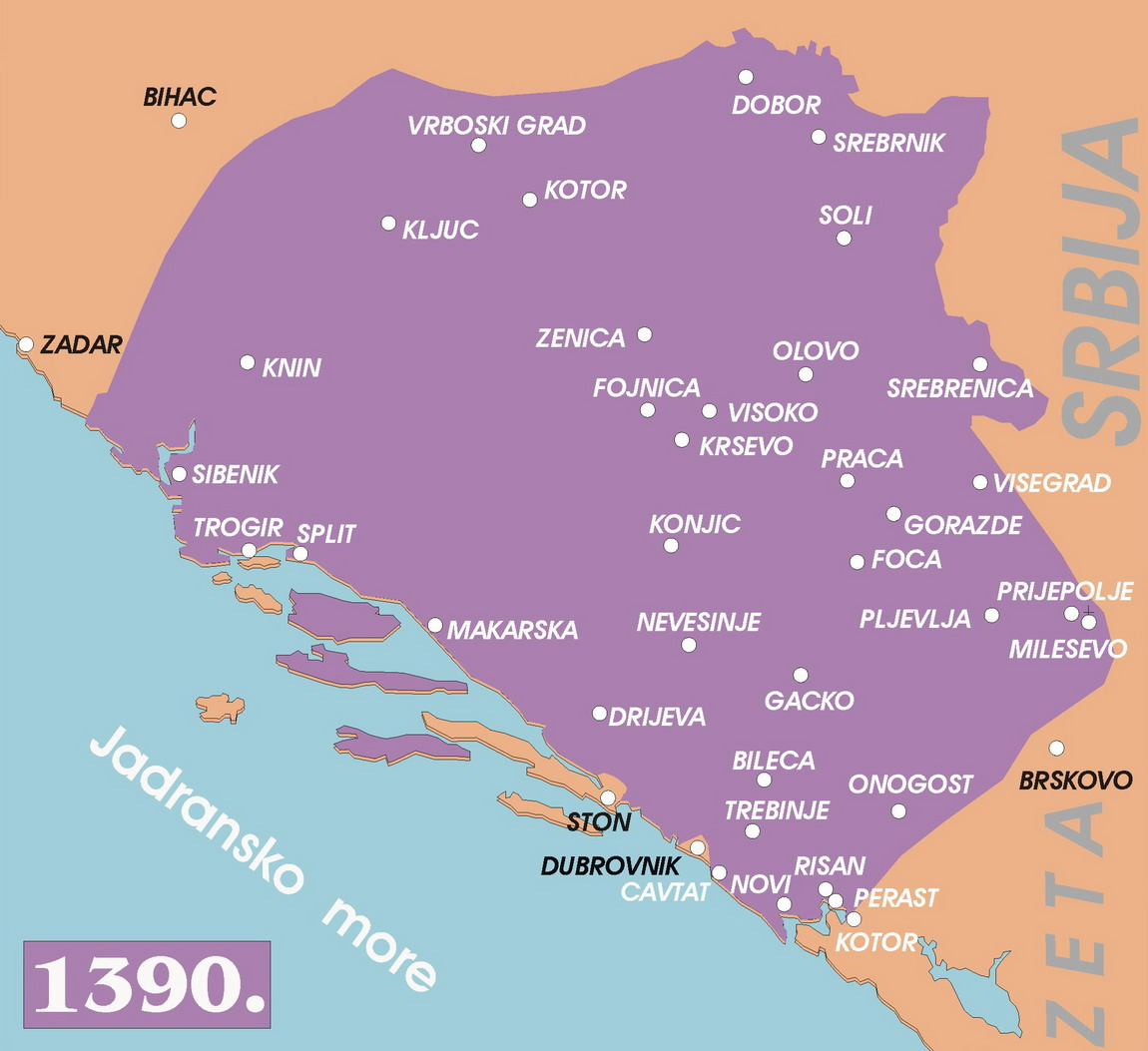
La Bosnie sous Tvrtko I Kotromanić en 1390.

Stjepan (Stefan) Tvrtko Ier (connu aussi en français sous le nom d'Étienne) ou Tvrtko Kotromanić (1338 – vers le 10 mars 1391), fils de Vladislav Kotromanić et de Jelena Šubić, est un souverain de Bosnie de la dynastie des Kotromanić.
Stjepan Tvrtko I règne sur la Bosnie de 1353 à 1391. Après de nombreux démêlés avec le roi de Hongrie Louis Ier d'Anjou, suzerain nominal de la Bosnie, il devient le premier roi de Bosnie.

## Biographie
Son père, Vladislav Kotromanić, est le frère du ban de Bosnie Étienne II Kotromanić. Sa mère, Jelena Šubić, est une aristocrate croate. Sa grand-mère paternelle, Jelisaveta Nemanjić, étant à moitié serbe et à moitié hongroise, Étienne Tvrtko revendique également son droit à la couronne serbe pour laquelle il se fait doublement couronner symbolisant son autorité sur les deux pays et revendique le nom royal de « Stefan » (Étienne).
Malgré son couronnement, Étienne Tvrtko ne réussit pas à imposer son autorité sur les terres serbes où il ne joue aucun rôle, bien qu'il s'arroge le titre de « par la Grâce de Dieu, roi de Rascie, Bosnie, Dalmatie, Croatie et de la région côtière » ou de « Bosnæ et Serbiæ regibus » dans une charte du 10 avril 1378. 
Il réussit à incorporer à la Bosnie, les rives de la Drina et une partie de la région de Lim et de la ville de Gacko. Il contrôle Trebinje, Konvalec et la future Herzégovine et il perçoit un tribut de Dubrovnik. La république de Venise le désigne sous le vieux vocable de « roi de Rascie ». La nouvelle formation se révélera éphémère et n'aura aucune conséquence durable.
Étienne Tvrtko (latin Stephanus Tvrtko, Bosnæ rex), comme tous les autres souverains de Bosnie, se dit toujours Bošnjanin (Bosniaque) dans tous les documents qu'il fait écrire. D'autres sources disent qu'il s'est plutôt fait couronner à Mile (Arnautovići), près de Visoko en Bosnie-Herzégovine. Étienne aurait d'abord pris la couronne serbe pour recevoir la reconnaissance de la part du Pape et se serait alors fait tout simplement couronner roi de Bosnie à Mile. Cette dernière hypothèse semble avoir plus de sens, car Étienne Tvrtko était catholique et a été enterré à Mile dans l'église de Saint Nicolas.
Toute cette confusion vient de la grande ressemblance entre les termes Mile et Mileševo. Le franciscain Josip Jakošić écrit quant à lui en 1740 que ces deux termes désignent la même place et que Mile n'est qu'un synonyme de Mileševo, qui est situé près de Visoko en Bosnie : S. Nicolaus Milosevo, alias Milo, nunc Visoki.

## Union et postérité
Il épouse Dorothée de Bulgarie en 1374. Il a eu vraisemblablement deux fils : le roi Stjepan Tvrtko II et Stjepan Ostoja (fils de Vladislav Kotromanić ?), qui lui succèderont, et une fille Jelena épouse de Przemko/Premysl, duc de Troppau/Opava (mort en 1433). Après la mort de sa femme en 1390, il envisage épouser une princesse Habsbourg, mais il meurt vers le 10 mars 1391. 
Il est enterré à Mile dans l'église de Saint Nicolas.